# تا-نهیسی کوتس
تا-نهاسی کوتس (انگلیسی: Ta-Nehisi Coates؛ زادهٔ ۳۰ سپتامبر ۱۹۷۵) نویسنده، فعال سیاسی-اجتماعی، و روزنامه‌نگار اهل ایالات متحده آمریکا است. کوتس مدتی خبرنگار مجله آتلانتیک بود، که در آن دربارهٔ مسایل فرهنگی، اجتماعی و سیاسی به‌ویژه دربارهٔ سیاهپوستان آمریکا می‌نوشت. او در سال ۲۰۱۵ جایزه جینیس را از بنیاد جان دی و کاترین مک‌آرتور دریافت کرد.
آثار او در نشریات متعددی منتشر شده است. او چهار کتاب غیرداستانی منتشر کرده است: مبارزه زیبا (۲۰۰۸)، بین جهان و من (۲۰۱۵)، ما هشت سال در قدرت بودیم: یک تراژدی آمریکایی (۲۰۱۷) و پیام (۲۰۲۴). بین جهان و من برنده جایزه کتاب ملی ۲۰۱۵ برای ادبیات غیرداستانی شد.
کتاب‌های رقصنده بر آب، از این نویسنده به فارسی ترجمه شده است.